# パーシー・ジャクソンとオリンポスの神々
『パーシー・ジャクソンとオリンポスの神々』(Percy Jackson & the Olympians)は、アメリカ合衆国の作家リック・リオーダン (Rick Riordan) による、ハーフ（半神半人）の少年パーシーの活躍を描いたファンタジー小説のシリーズ。パーシーらに加え、新たな七人のデミゴッドが活躍する続編「オリンポスの神々と7人の英雄」シリーズもある。

## 概要
本編は全5部からなり、2005年から2009年にかけて年1冊ずつ発行された。
アメリカ合衆国を中心に人気が高く、『ニューヨーク・タイムズ』のベストセラーリストには200週以上にわたって入り続けている。
日本語版はほるぷ出版より金原瑞人と小林みき（第1巻では翻訳協力者）の翻訳で発売されている。なお、本シリーズはタイトルが長いため、『パーシー・ジャクソンシリーズ』(The Percy Jackson series,英語圏ではPJO)といった略称で呼ばれることが多い。

## 世界観
ギリシア神話の神々やモンスターなどは不死身の存在であり、時代に応じて、最も栄えている地域に移動し暮らしている。
そして現代、21世紀においては、アメリカ合衆国がその地域である。

### デミゴッド（ハーフ） (DEMIGODS)
神々の中には人間と交わり、子を儲けるものもいる。そうした子供たちは半神半人「デミゴッド（日本語訳版では「ハーフ」）」と呼ばれ、親の神から引き継いだ特別な能力を持つ。デミゴッドに共通の特徴として、以下のような点が挙げられる。
- ADHDと難読症をもつことがある。前者は戦場での集中力を高め、生き残るのに役立つ。また、後者は意識が古代ギリシアの文字を強く記憶していることの代償である。
- 「ミスト」を見通すことができる。つまり、普通の人間には見ることのできない神やモンスターを見ることができる。
- 睡眠中、夢を通じて様々な情報を得る。遠くの出来事や探している敵や仲間の様子を見たりすることがある。
- 特有の臭気を持ち、モンスターを引き付ける。但し、臭気の強さは親の神によって異なる。

### 物語の要所
ハーフ訓練所 (CAMP HALF-BLOOD)
常にモンスターに襲われる危険にあるハーフ（デミゴット）たちを訓練し、守る場所。ロングアイランドの端に位置する。
教官はケイロン。支配人はディオニュソス。
オリンポス山 (MT. OLYMPUS)
神話では、オリンポスの神々が住む山。現代ではニューヨーク、エンパイアステートビルの600階（つまり上空）に存在する。
冥界 (THE UNDERWORLD)
ハデスが支配する死者の世界。現代ではアメリカ合衆国の地下深くに存在する。
入口はロサンゼルスのDOAレコーディングスタジオにあるが、ニューヨーク、セントラルパーク内にも「オルフェウスの扉」と呼ばれる秘密の入口がある。
魔海 (THE SEA OF MONSTERS)
神話中、英雄オデュッセウスやイアソン、アエネアスらが冒険する危険な海。現代ではバミューダトライアングル。
オシリス山 (MT. OTHRYS)
神話では、タイタン軍の砦がある山。現代ではカリフォルニア州マリン郡のタム山に存在する。
ラビュリントス(THE LABYRINTH)
神話中、英雄テセウスが冒険する迷宮。現代ではアメリカ合衆国全土の地下に広がっている。日本語版では迷宮。

## 各巻概要
| 日本語題       | 原題                        | 出版日        | ISBN                |
| -------------- | --------------------------- | ------------- | ------------------- |
| 盗まれた雷撃   | The Lightning Thief         | 2005年6月28日 | ISBN 978-4593533862 |
| 魔海の冒険     | The Sea of Monsters         | 2006年5月3日  | ISBN 978-4593533879 |
| タイタンの呪い | The Titan's Curse           | 2007年4月1日  | ISBN 978-4593533886 |
| 迷宮の戦い     | The Battle of the Labyrinth | 2008年5月8日  | ISBN 978-4593533893 |
| 最後の神       | The Last Olympian           | 2009年5月5日  | ISBN 978-4593533909 |

### 盗まれた雷撃 (The Lightning Thief)
自他共に認める問題児のパーシー・ジャクソンは学校で不可解な事件に遭遇する。その後も学校では問題ばかり起こし、とうとう退学になり、学校最終日には乗っていたバスが事故に遭うと、また奇妙な出来事を目にする。共にバスに乗っていた親友のグローバーはパニックを起こし、彼を家まで送っていくと言ったがパーシーはそれを気味悪がりグローバーをおいて家へ帰ってしまう。
家へ着くと、母の再婚相手である義理の父親ゲイブと揉め、母サリーはパーシーを海へ連れ出す。そこはパーシーの実の両親が出会った場所であり、彼が一番好きな場所でもあった。夜、海辺にあるコテージで寝ていると、空が荒れ始め、グローバーが現れ、危険が迫っている、と慌てた様子で話す。しかし、パーシーはグローバの正体を見て困惑する。グローバーは実はギリシア神話に出てくる半人半ヤギのサテュロスであった。
親友の姿に混迷するものの、サリーとグローバーに急かされ”訓練所”と呼ばれる場所へ避難するパーシーだが、訓練所まで後数百メートルと言うところでミノタウロスに邪魔され、グローバーは負傷し、サリーは消されてしまう。負傷したグローバーと共に訓練所へ着いたパーシーはそこで自分の父親がギリシア神話に出てくる神の一人だと聞かされる。その訓練所はそのような子供のための施設”ハーフ訓練所（英語版ではCamp Half-Blood)”であった。そこでは訓練生は親の神ごとに決まったコテージで生活し、神話界の危機に立ち向かうための訓練をしていた。
父親の正体がわかるまで、訓練所では”親の正体がわからない訓練生”として旅の神であるヘルメスのコテージで生活することになったパーシーはヘルメスの息子ルーク、アテナの娘アナベスと交流を持つ。
平凡な訓練生として生活していたパーシーだが、ある日旗取り合戦に参加後”ビッグスリー”と呼ばれる神話界で最も大きな力を持つ神の一人、ポセイドン の息子であると判明する。これは深刻な問題であった。とある予言によりこのビッグスリーは人間との間に子供を作ってはならないことになっているのだ。
訓練所にとって存在が危険なパーシーは訓練所の所長であるデュオニュソスから半ば追い出される形となって最高神ゼウスの、盗まれた雷撃（ライトニングボルト）を取り戻すたびにアナベス、グローバーと共に送り出される。
旅の途中、様々な困難に直面しながらも犯人から雷撃を取り戻したパーシーだが、訓練所に戻るとそこには真犯人と、雷撃が盗まれた背後にある陰謀が待っていた。

### 魔海の冒険 (The Sea of Monsters)
ハーフ訓練所を外敵から守る結界が破られ、訓練所は危機に陥る。結界を修復するには金の羊毛が必要と知ったパーシーは、捕虜になっているグローバーの救出も兼ねてアナベス、タイソンと共に魔海を目指す。

### タイタンの呪い (The Titan's Curse)
アルテミスの助けで過酷な戦闘をどうにか乗り越えたパーシーたち。しかしアナベスが戦闘中に姿を消し、その後アルテミスまで行方不明になってしまう。アナベスとアルテミスの救出を目指し、パーシーは仲間たちと共に再び大陸横断の冒険に旅立つ。

### 迷宮の戦い (The Battle of the Labyrinth)
ハーフ訓練所内に迷宮の入口が見つかり、訓練所は再び危機に陥る。クロノス軍の襲撃を未然に防ぐには、迷宮工ダイダロスに会い、クロノス軍より先にアリアドネの糸玉を手に入れねばならない。パーシーはアナベス、タイソン、グローバーと共に迷宮に足を踏み入れる。

### 最後の神 (The Last Olympian)
復活した最強のモンスターテュポンとオリンポスの神々が戦っている間、パーシーたちハーフ軍団はオリンポスの守備につく。やがてそこにクロノス軍が到着し、ニューヨークを舞台に果てしない決戦が始まる。

## 関連書籍

### 外伝 ハデスの剣 (The Demigod Files)
本編と同じく、著者はリック・リオーダン。『ハデスの剣』など3本の短編小説に加え、キャラクター紹介などが収録されている。短編小説はいずれも第4巻と第5巻の間の時期に起こった出来事として書かれている。

#### 盗まれた二輪戦車 (Percy Jackson and the Stolen Chariot)
偶然クラリサに出会ったパーシーは、彼女が、父アレスに借りた戦車を2人の兄ポボスとデイモスに奪われてしまったことを知る。パーシーとクラリサは2人の追跡をはじめる。

#### 青銅のドラゴン (Percy Jackson and the Bronze Dragon)
ハーフ訓練所恒例の旗取り合戦の最中、ベッケンドルフが巨大アリの群れに捕まってしまう。パーシーは居合わせたアナベス、サイリナと共にベッケンドルフの救出を試みる。

#### ハデスの剣 (Percy Jackson and the Sword of Hades)
ペルセポネはビッグスリーの子どもたち3人（パーシー、ニコ、タレイアの三人）を冥界に呼び出し、夫ハデスの未完成の剣が何者かに盗まれてしまったことを告げる。止むを得ず3人は冥界にいるという盗人を探すことになる。

### The Ultimate Guide
日本語訳版は未発売。また著者はリック・リオーダンではない。シリーズのガイドブックにあたり、キャラクターやアイテムの紹介などからなる。イラストが多用されている。

## 登場キャラクター

### ハーフたち (THE DEMIGODS)
神と人間から生まれた神々の血をひく者たち。半分が神の半神半人なため、人間より全体的に身体能力が高い。また、それぞれの親の神の持つ特別な力がある。特有の臭気を持ち、それが怪物たちを引きつける。その臭気は親の神の強さによって変わる。ビックスリー（ゼウス、ポセイドン、ハデス）の子供はその臭気が他のハーフより強い。

#### 一巻から登場するハーフたち
パーシー・ジャクソン (Percy Jackson)
本シリーズの主人公兼語り手。
ポセイドンの息子。
フルネームは「ペルセウス・ジャクソン（Perseus Jackson）」。ただしアナベスなどからは「ワカメ君（Seaweed Brain）」といった愛称で呼ばれることもある。
目は海のような深い緑色。髪は癖のある黒色。顔立ちは良く、アナベスをはじめ様々な人物(レイチェル・エリザベス・デア、カリュプソ、続編ではレイナや、ニコなど)を惹きつける。
ぶっきらぼうだが、心優しく、勇敢な性格。頭の回転も早い。またユーモアのセンスは抜群。恋愛に関しては少々奥手である。
「大切な人への忠誠心（personal loyalty）」が強く、これが致命的な弱点であるとされている。
他の多くのハーフたちと同様に、ADHDと難読症をもつ。ただしそれゆえ、戦闘時の集中力が高く、また古代ギリシア文字の読解が得意。
剣の扱いに特に優れ、シリーズ中でも屈指の実力をもつ。だが一方、弓の扱いは苦手。
海の神ポセイドンの子であるため、水の扱いに関して特別な能力をもつ。また、馬やペガサスと会話をすることもできる。最終巻ではハリケーンを起こすこともできると判明。
最終巻にてステュクスの川に入ったため不死身を手に入れる。
キャップを取るとボールペンから剣に変わる魔法のアイテム、アナクルーズモスを使う。これは英語版では'Riptide'とも表記されており、「激流」という意味。もとはゾーイがヘラクレスに与えた武器だが、長い年月を経てケイロンからパーシーの手に渡る。
腕時計に仕組まれた盾を使うこともある。これは異母弟タイソンにプレゼントされたアイテム。
ニューヨーク生まれ。誕生日は1993年8月18日。
小学校ではADHDと難読症のため劣等生の問題児として扱われ、転校を繰り返してきた。時には事件の容疑者として指名手配されることもある。(毎回ケイロンがミストを使い誤魔化している)
名前の由来は英雄ペルセウス。
アテナの娘アナベス・チェイスとは最初こそ折り合いが悪かったものの年齢を追ううちに関係が深まり、最終巻では恋仲となる(3巻では愛と美の女神アフロディテにあった際、"アナベスに似てる"と言っている)。2人の関係は続編でも続いており、互いのことになると2人の致命的弱点がむき出しになっている。
アナベス・チェイス (Annabeth Chase)
アテナの娘。
目は美しい灰色。髪はカールのかかった金髪。背が高く、容姿はパーシー曰く「元から可愛いらしかったが、最近は美人になった。」
勇敢で正義感が強く、優しい性格。やや気の強い面もある。
少々傲慢なところがあり(hubris)、これがアナベスの致命的な弱点であるとされている。
他の多くのハーフたちと同様に、ADHDと難読症をもつ。ただしそれゆえ、戦闘時の集中力が高く、また古代ギリシア文字の読解が得意。
知恵と戦争の女神アテナの子にふさわしく、博識で聡明。建築学に強い。また、運動神経が良く、短剣を戦闘でも使いこなすことができる。
愛用の武器はルークにもらった短剣。
被ると透明人間になれる魔法のアイテム、隠れ帽をもつ。これは母アテナにもらったもので、見た目はニューヨーク・ヤンキースの野球帽。
カリフォルニアのサンフランシスコ出身。
父フレデリックが再婚したことをきっかけに父と不和になり、7歳の時に家出した。母アテナの導きで、その頃同じく家出をしていたルークとタレイアに出会い、行動を共にするようになった。ルーク、タレイアと共にグローバーに連れられてハーフ訓練所にやってきたが、途中タレイアは自ら囮になって戦死した。その後はハーフ訓練所での生活が続いていた。
名前の由来は知恵の女神アテナ(Athena)。アナグラム様になっている。またキャラクターとしてのモデルは英雄アタランテ。
当初はヘルメスの息子ルーク・キャステランのことを想っていた描写があるが、続編では12歳の頃からパーシーが気になっていたと判明。ただ、彼とあった初めの頃は彼女の母アテナと彼の父ポセイドンの確執もあり嫌っていた。
ルーク・キャステラン (Luke Castellan)
ヘルメスの息子。大学生ぐらい。
目は青色。髪は砂色。顔に大きな切り傷があるものの、容姿は非常にかっこいいため、女子にモテる。筋骨たくましい青年。
面倒見が良く、優しい性格。だが、しばしば冷酷さを見せる。
他の多くのハーフたちと同様に、ADHDと難読症をもつ。ただしそれゆえ、戦闘時の集中力が高く、また古代ギリシア文字の読解が得意。
剣の扱いに優れ、シリーズ中では最高クラスの実力をもつ。
盗みや旅人の神ヘルメスの子であるため、盗みや旅に関して特別な能力をもつ。
一巻の末に裏切りが発覚し、パーシー、特にアナベスは非常にショックを受ける（理由は父親への不満からと言っている）。対人間、対モンスター共に効果のある両刃の剣バックバイターを使う。
コネティカットのウェストポート出身。母メイが正気を失ったため、恐怖心から家出した。その後、同じく家出をしていたタレイアとアナベスに出会い、行動を共にするようになった。14歳の時、タレイア、アナベスと共にグローバーに連れられてハーフ訓練所にやってきたが、途中タレイアは自ら囮になって戦死した。その後はハーフ訓練所での生活が続いていた。アナベスを妹のように可愛がっている。最後にアナベスを好きになるが英雄として死んでしまう。死後は生まれ変わりを選んだ。
タレイア・グレイス (Thalia Grace)
ゼウスの娘。
目は雷のような青色。肩ほどの長さの黒髪をつんつんに立てている。目の下にそばかすがあるが、顔立ちは良い。長距離ランナーのように筋骨たくましい容姿をしている。
勇敢で仲間想いな性格。また、天空の神ゼウスの子であるにもかかわらず高所恐怖症である。
「力への欲望」が強く、これがタレイアの致命的な弱点であるとみられる。
他の多くのハーフたちと同様に、ADHDと難読症をもつ。ただしそれゆえ、戦闘時の集中力が高く、また古代ギリシア文字の読解が得意。
槍の扱いに長け、シリーズ中では最高クラスの実力をもつ。
雷の神ゼウスの子であるため、雷を操るなど強力な特技をもつ。
愛用の武器は長槍。これは普段はスプレー缶の形をしている魔法のアイテム。
青銅製のアイギスを好んで使う。相手を石にすることこそできないが、大きく動揺させることができる。普段は腕輪の形をした魔法のアイテム。
母とは兼ねてより不仲であったが、9歳の時に起こったとある重大な事件（詳細は本シリーズでは語られていない）をきっかけに家出した。その後、同じく家出をしていたルークとアナベスに出会い、行動を共にするようになった。12歳の時、ルーク、アナベスと共にグローバーに連れられてハーフ訓練所にやってきたが、仲間たちを逃がすために自ら囮になって戦死した。しかし、その後パーシー達がとってきた金の羊毛によって復活し、後にアルテミスのハンター隊の隊長、アルテミスの副官になる。
クラリサ・ラ・ルー (Clarisse La Rue)
アレスの娘。
髪は長い茶髪。筋骨隆々で背が高く、体格に恵まれている。他のアレスの子供たちとたがわず不器量。
強情で喧嘩っ早い性格だが、時折優しさも見せる。
他の多くのハーフたちと同様に、ADHDと難読症をもつ。ただしそれゆえ、戦闘時の集中力が高く、また古代ギリシア文字の読解が得意。
戦争の神アレスの子であるため、運動能力が極めて高い。
電気を帯びた槍を好んで使う。これは父アレスにもらったもの。
アリゾナ州のフェニックス出身。ハーフ訓練所にやってきて以来、訓練を続けている。訓練所ではガキ大将のような存在。クリスのガールフレンド。
名前の由来は戦の神アレス(Ares)。アナグラム様になっている。

#### 二、三巻から登場するハーフたち
チャールズ・ベッケンドルフ (Charles Beckendorf)
ヘファイストスの息子。
顔つきが鋭く、睨み顔と間違えられることが多い。筋骨隆々で体格に恵まれている。
気さくな人柄で、面倒見が良い。
鍛冶の神ヘファイストスの子であるため、物作りなどに関して特別な能力をもつ。
5巻ではサイリナと付き合い始めたことが語られているが、その後、乗り込んでいたアンドロメダ号が爆発し、死亡する。
サイリナ・ボーリガード (Silena Beauregard)
アフロディーテの娘。父親はニューヨークでチョコレート専門店を経営している。
美の女神アフロディーテの子にふさわしく、非常に美しい外見をしている。
やや几帳面な面もあるが、仲間想いで優しい性格。
戦闘は苦手だが、ペガサスの扱いは得意。
5巻でドラコンに立ち向かい死ぬときに、スパイ行為・裏切りが発覚する。
トラビス・ストール (Travis Stoll)
ヘルメスの子。コナーの兄。
髪はカールのかかった茶髪。背が高く痩せている。
いたずら好きでわんぱくな性格。
盗みの神ヘルメスの子であるため、盗みに関して特別な能力をもつ。
コナー・ストール (Connor Stoll)
ヘルメスの子。トラビスの弟。
髪はカールのかかった茶髪。背が高く痩せているが、兄トラビスよりは少し背が低い。
いたずら好きでわんぱくな性格。
盗みの神ヘルメスの子であるため、盗みに関して特別な能力をもつ。
クリス・ロドリゲス (Chris Rodriguez)
ヘルメスの息子。ヒスパニック系。
気さくな性格。
ハーフ訓練所を抜け出してタイタン側についたが、迷宮に迷い込み発狂してしまう。4巻終盤にてミスターDの治療を受け、ハーフ訓練所に戻る。
クラリサのボーイフレンド。
ビアンカ・ディ・アンジェロ (Bianca di Angelo)
ハデスの娘。ニコの姉。
目は茶色。髪は黒色。肌はオリーブ色。
物静かで内気な性格。だが、ハンター隊入隊を契機に変化していく。
「根にもつ（holding grudges）」ことがビアンカの致命的な弱点であるとされている。なお、これはハデスの子たちに共通する性質である。
他の多くのハーフたちと同様に、ADHDと難読症をもつ。ただしそれゆえ、戦闘時の集中力が高く、また古代ギリシア文字の読解が得意。
アルテミスのハンター隊に入ったこともあり、運動神経が良く、弓などの武器の扱いにも長けている。さらに、年を取らない。
3巻でパーシー、タレイア、グローバーを守るために自ら危険な役を買って出、死亡する。（遺体は行方不明）
冥界の神ハデスの子であるため、死者を操るなど、特別な能力をもつ。
70年以上も前に生まれたが、弟ニコと共にロータス・カジノに入れられて年を取らずにいた。その後はメーン州の軍学校(ウェストーバ校)で過ごしていた。3巻でグローバーにより発見され、パーシー、タレイア、アナベスとともに学校を抜け出そうとする。
ニコ・ディ・アンジェロ (Nico di Angelo)
ハデスの息子。ビアンカの弟。
目は茶色。髪はくしゃくしゃの黒髪。肌はオリーブ色。カードゲームが趣味。
やんちゃな性格。だが、徐々に冷静さがついてくる。
「根にもつ（holding grudges）」ことがニコの致命的な弱点であるとされている。なお、これはハデスの子たちに共通する性質である。
他の多くのハーフたちと同様に、ADHDと難読症をもつ。ただしそれゆえ、戦闘時の集中力が高く、また古代ギリシア文字の読解が得意。
ビアンカを守るとパーシーが約束したにもかかわらず、ビアンカが亡くなったためにパーシーを恨む。しかし、シーズン2以降はパーシーに憧れるようになる。4巻ではビアンカを蘇らせようとする。
冥界の神ハデスの子であるため、死者を操るなど、特別な能力をもつ。
愛用の武器はステュクスの鉄の剣。これは、刀身に触れた者の存在を吸収してしまう強力な武器である。
70年以上も前に生まれたが、姉ビアンカと共にロータス・カジノに入れられて年を取らずにいた。その後はメーン州の軍学校(ウェストーバ校)で過ごしていた。3巻でグローバーにより発見され、パーシー、タレイア、アナベスとともに学校を抜け出そうとする。影を伝って高速で移動するシャドードライブができる。

#### 四、五巻から登場するデミゴッドたち
リー・フレッチャー (Lee Fletcher)
アポロンの息子。紳士的な美少年。弓術に長ける。4巻にて、戦死する。
マルコム (Malcolm)
アテナの息子。アナベスのきょうだい。アナベスと同じ金髪で灰色の目。(アテナの子供はみんな金髪で灰色の目をしていて、天才の集まりでもある)
イーサン・ナカムラ (Ethan Nakamura)
ネメシスの息子。
左目に眼帯をしている。髪は黒色。ほっそりしており、長身。
天罰の女神ネメシスの子にふさわしく、正義感が強い。
無名の神々やその子どもたちが受ける不当な扱いに不満を抱き、ハーフ訓練所を抜け出していた。
カストル (Castor)
ディオニュソスの息子。ポルックスの双子の兄弟。
ポルックス (Pollux)
ディオニュソスの息子。ディオニュソスコテージのリーダー。カストルの双子の兄弟。
ケイティ・ガードナー (Katie Gardner)
デメテルの娘。デメテルコテージのリーダー。
ジェイク・メイスン (Jake Mason)
ヘパイストスの息子。ヘパイストスコテージのリーダー。
ウィル・ソラス (Will Solace)
アポロンの息子。
マイケル・ユー (Michel Yew)
アポロンの息子。リーの戦死後、アポロンコテージのリーダーに就く。身長135cmと小柄。とんがり鼻・寄り目の地味な容姿をしており常にしかめ面。

### 神話にも登場する英雄たち
ペルセウス (Perseus)
ゼウスの息子。メデューサ退治で名高い。
名前のみの登場。特に第1巻で多く言及されている。
ギリシア神話の英雄たちの中で唯一、ハッピーエンドを迎える英雄。
サリーは息子パーシーの幸運を祈りこの名を付けた。
オデュッセウス (Odysseus)
イタケーの王。トロイ戦争においてギリシア軍を勝利に導いた知将。
名前のみの登場。特に第2巻で多く言及されている。
ヘラクレス (Hercules)
ゼウスの息子。「十二の功業」をはじめ数々の武勇伝をもつ。
パーシーの夢の中で登場。特に第3巻で多く言及されている。
多くの少年たちに尊敬されている英雄だが、このシリーズではむしろ否定的に描かれている。
テセウス (Theseus)
ポセイドンの息子。クレタ島の迷宮におけるミノタウロス退治で有名。
ゴーストとして登場。特に第4巻で多く言及されている。
アキレウス (Achilles)
テティスの息子。トロイ戦争中、ギリシア軍随一の英雄。唯一の弱点であるかかとを射抜かれて死んだ。
ゴーストとして登場。特に第5巻で多く言及されている。
イアソン (Jason)
イオルコスの王子。アルゴナウタイを組織し、金羊毛(en:Golden Fleece)を求めて冒険した。
英語読みでは「ジェイソン」。
ダイダロス (Daedalus)
アテナの息子。天才的発明家。迷宮の設計者として有名。
神話上はアテナの息子ではない。
エウリュティオン (Eurytion)
アレスの息子。ゲリュオンに仕える牛飼い。

### 人間 (THE MORTALS)
神の血をひかない者たち。
サリー・ジャクソン (Sally Jackson)
パーシーの母。
目は青色。髪は長い茶色。容姿端麗。
穏やかで優しい性格。
ミストを見通す能力をもつ。
5歳の時に飛行機事故で両親を亡くし、伯父と共に暮らしはじめた。その後、病気の伯父を看病するために高校を中退した。ロングアイランドのモントークに旅行した際、ポセイドンに出会い、息子パーシーを儲けた。
ゲイブ・アグリアーノ (Gabe Ugliano)
パーシーの義理の父。電器店の雇われ店長。
禿げて太った男。強烈な体臭を放っている。パーシーは「くさくさゲイブ」と呼んでいた。
意地が悪く乱暴な性格。
パーシーがいない間にはサリーに対しよく暴力をふるっていた。
一巻の末に、パーシーの退治したメデューサの首でパーシーの母サリーの手により石像にされた・このことはサリーからの手紙で語られており、パーシーは目撃していないため、特に詳しくは説明されていない。　　　　　　　　　　
フレデリック・チェイス (Frederick Chase)
アナベスの父。軍事史教授。飛行帽とゴーグルを常に着用しているなど、少々風変りな人物だが、格好いい容姿をして運動神経がすごく良さそう。自室には戦争のジオラマが置いてある。
アテナとの間に娘アナベスを儲けた後、アジア系の女性と再婚した。その後一家はアナベスを狙うモンスターたちに襲われるようになり、結果的にアナベスは家出した。とても実験好き。
グレイス夫人 (Ms. Grace)
タレイアの母。
とある重大な事件が原因となり（詳細は本シリーズでは語られていない）娘タレイアが逃げ出した。その後、自動車事故を起こして死亡した。
ポール・ブロフィス (Paul Brofis)
サリーのボーイフレンド。高校教師。
髪は白髪混じり。俳優のように整った顔立ちをしている。
パーシーは「ブスくん」と呼んでいたが、サリーに注意され以後「ポール」と呼ぶようになった。
メイ・キャステラン (May Castellan)
ルークの母。背が高く、昔は周りに笑顔を振りまくタイプの美人だった。
特殊な能力を持っていて、デルフィの霊を宿らせようとして失敗したため未来の断片を見ることになり、「頭がおかしく」なった。
マリア・ディ・アンジェロ (Maria di Angelo)
ビアンカとニコの母。ニコがマリアの亡霊を呼び出そうとしたが、ビアンカに止められた。
レイチェル・エリザベス・デア (Rachel Elizabeth Dare)
目は緑色。髪は縮れた赤茶色。
明るく、活発な性格。
ミストを見通す能力をもつ。
デア氏 (Mr. Dare)
レイチェルの父。
土地開発業者の社長であり、資産家。

### 精霊・動物・モンスターなど
グローバー・アンダーウッド (Grover Underwood)
半ヒト半ヤギサテュロス。目は茶色。髪はカールのかかった茶髪。
明るい性格だが、臆病で涙もろい。
他の多くのサテュロスたちと同様に、動物と会話をすることができる。また、パイプの演奏で自然を操ることができる（パイプはあまり上手くなかった）。
ハーフ訓練所の森で生まれ育った。ルーク、タレイア、アナベスら三人を訓練所に案内するが、途中タレイアは自ら囮になり戦死した。その後はヤンシーアカデミーにやってきてパーシーを見守っていた。
ケイロン (Chiron)
ケンタウロス族の賢者。ヘラクレスやアキレウス、イアソンといった多くの英雄たちを養育したことで名高い。
本シリーズではハーフ訓練所の指導者。落ち着きのある優しい性格。
アルゴス (Argus)
百の目をもつ巨人。
本シリーズではハーフ訓練所の警備員。
デルフィ神託 (The Oracle of Delphi)
預言の精霊。ミイラに宿っている。
それまではある美少女の家系に代々宿ってきたが、ハデスに呪いをかけられミイラに宿ることになった。
5巻でレイチェルに宿ることになった。
タイソン (Tyson)
一つ目巨人キュクロープス。目は茶色。髪はボサボサの茶色。体は非常に大きい。
幼く、鈍感なところもあるが、素直な性格。
他の多くのキュクロープスたちと同様に、力が非常に強い。また火に対して耐性があり、優れた武器職人でもある。さらに、聞いた声をそっくり真似る能力を持っている。
ニューヨークでホームレスの状態で育った。地域サービスの一環でメリウェザー中学校に入れられ、そこでパーシーと友達になった。
ゾーイ・ナイトシェイド (Zoë Nightshade)
プレイアデスの一人。アトラスとプレイオネの娘。
目は火山岩のような黒色。髪は長い黒髪。肌は薄い茶色。背が高く、容姿は気品があり美しい。
しっかり者で、統率力に優れる。だが一方、やや短気な面もある。
アルテミスのハンター隊に入っているため、運動神経が良く、弓などの武器の扱いにも長けている。さらに、年を取らない。
2000年以上にわたって、アルテミスのハンター隊のリーダーを務めている。
3巻でアトラスらとの戦いに敗れ、また父親であるアトラスに殴られたことが結果して死亡する。その死を悼んだアルテミスにより星座となる。
ブラックジャック (Blackjack)、ポークパイ (Porkpie)、グィドー (Guido)
ペガサス。ブラックジャックはその名の通り黒色のペガサスである。
馬の生みの親であるポセイドンの息子であるためパーシーは心の中で会話できる。
ジュニパー (Juniper)
ドリュアス。琥珀色の髪と緑の瞳を持つ、華奢な美少女。グローバーのガールフレンド。
ミセス・オリアリ (Mrs. O'Leary)
ヘルハウンド。
ペレウス (Peleus)
ドラゴン。
シレノス (Silenus)、マロン (Maron)、レネウス (Leneus)
サテュロス長老会のメンバー。
ブリアレオス (Briares)
ヘカトンケイルの一人。ティタノマキアの際、オリンポス勢を勝利に導いたことで有名。
カリュプソ (Calypso)
オギュギア島に住む美しいニンフ。
グリースン・ヘッジ (Gleeson Hedge)
サテュロス。
アホ・ジョー、ドクロ・グイ、ホネ・シャブリなど
ライストリュゴーン族。

### オリンポスの神々 (THE OLYMPIANS)

#### 十二神
ゼウス (Zeus)
神々の父にして、全能神。天空と雷を司る神。タレイアの父。普段は紺色の縞模様のスーツを着ている。かつて自身の兄弟を次々に飲み込んでいった父であるクロノス打倒を掲げ救い出したポセイドンやハデスらと共にクロノスを封印した。
ヘラ (Hera)
結婚の女神にして、ゼウスの妻。長いこげ茶色の髪を三つ編みにした長身の美女。冷徹で直情的な性格。
ポセイドン (Poseidon)
海や嵐、地震の神。パーシーの父。普段はアロハシャツにバミューダパンツを着用しており、パーシーには「ホームレスみたい」と説明されている。腕には昔の船乗りの様な刺青と傷跡が多数ある。海を渡る風と潮の匂いがする。
デメテル (Demeter)
豊穣の女神。こげ茶色の髪の毛。農作業を愛している。
アレス (Ares)
戦争・戦いの神。クラリサの父。顔は整ってはいるが、かなりの悪人顔。本来目がある場所に穴が開いていて、燃えている。
アテナ (Athena)
芸術や織物、知恵と戦争の女神。アナベスの母。目は灰色で、知性溢れるとても美しい女神。
世界一の戦略家。処女神だが、子を「創り出す」ことができる。また、自身もゼウスから単独で創りだされた。
アポロン (Apollo)
音楽や弓術、医術、預言、太陽の神。金髪で、ハンサムな男性モデルのような容姿。ハイク（俳句）の神でもある。
アルテミス (Artemis)
狩猟や誕生、月の女神。整った顔立ちではあるが、いつも顔が険しい。月と同じ目の色をしている。一生乙女でいるという誓いをした処女神のため、外見は12歳ほどの少女。男が嫌い。
ヘファイストス (Hephaestus)
火と鍛冶の神。妻のアフロディテとは正反対に、外見がかなり悪い。
アフロディーテ (Aphrodite)
美と恋愛の女神。極上の美女。思い込みの激しいナルシスト。純愛を好むロマンチストでもあるが、自身はアレスとの不倫を楽しんでいる。プライドが高く、短気。
ヘルメス (Hermes)
商業や盗み、旅人、伝言の神。妖精のようないたずらっぽい笑顔が印象的。普段は人間も神も利用する宅配業者を経営している。
ディオニュソス (Dionysus)
ワインの神。紫色の目。但し過去にゼウスの惚れていたニンフを追いかけた事でゼウスの怒りを買い100年の間、酒を飲んでいない。その為ワインをグラスに注ぐと水に変わってしまう。
ハーフ訓練所の支配人。

#### その他
ハデス (Hades)
冥界の神。細身で長身。肌は青白く、髪が長い。
ペルセポネ (Persephone)
春の女神。ハデスの妻。デメテルの娘で、美人。
夫を殴りパーシー達を助ける、など割と強かな部分がある。
ヘスティア (Hestia)
家庭と暖炉の女神。幼い少女の姿を好んでいる。心優しい性格をしており、礼儀正しい。温かみがある赤い目をしている。

### タイタンたち (THE TITANS)
クロノス (Kronos)
時間の神。タイタンたちのリーダー。
シリーズにおける黒幕的存在。
アトラス (Atlas)
タイタン軍の将軍。天を双肩で支える。
クリオス (Krios)
星の神。
オケアノス (Oceanus)
大洋の神。
プロメテウス (Prometheus)
先見の明の持ち主。人類に火をもたらした。
ヒュペリオン (Hyperion)
光の神。

### 無名の神々 (THE MINOR GODS)
エリニュス (the Furies)
復讐の女神たち。三姉妹。
ハデスの部下。
モイライ (the Fates)
運命の女神たち。三姉妹。
イリス (Iris)
虹の女神。
パン (Pan)
大自然の神。
ヤヌス (Janus)
始まりの神。ローマ神話にのみ登場。
ネメシス (Nemesis)
天罰と均衡の女神。
モルフェウス (Morpheus)
夢の神。
ヘカテ (Hecate)
魔術の女神。
アイオロス (Aeolus)
風の神。

## 執筆に至った経緯
シリーズが生まれたきっかけは、筆者リック・ライアダンが、当時小学生だった息子ヘイリーに語り聞かせたストーリーだった。ヘイリーは学校で習ったギリシア神話に興味を抱いていた。しかし、ヘイリーはADHDと難読症をもっており、読書は困難だった。そこで筆者リックは息子ヘイリーにギリシア神話を語り聞かせた。リックの話の種が尽きた時、ヘイリーは提案した。新しい神話を作れないかと。そこで生まれたのが、ADHDと難読症をもつ主人公パーシーだった。これは結果的に、ADHDと難読症をもつために学校で不当に低い評価をされていた子どもたちにとって、大きな救いとなった。

## 続編
2010年10月には、世界観を受け継いだ新シリーズ『The Heroes of Olympus』の第1巻『The Lost Hero』が続編として発売された。
また、2011年10月にはこれの日本語訳版が『オリンポスの神々と7人の英雄』シリーズとして発売された。
『オリンポスの神々と7人の英雄』シリーズは『パーシー・ジャクソン』シリーズの後の時代を舞台としており、新たな大預言をめぐるデミゴッドたちの冒険が描かれる。また、『パーシー・ジャクソン』シリーズのキャラクターたちも多数登場する。
さらに2017年には第3シリーズ「アポロンと5つの神託」が発売された。

## 派生作品

### 映画
『パーシー・ジャクソンとオリンポスの神々』『パーシー・ジャクソンとオリンポスの神々/魔の海』
映画版は原作との相違点が非常に多く、原作ファンの間でも賛否が大きく分かれている。
続編の執筆にあたり世界観やキャラクターのイメージを壊されたくないという理由から、原作者であるリオーダンもこの映画を観ていないと述べている。

### テレビドラマ
『パーシー・ジャクソンとオリンポスの神々』
2023年12月20日にディズニープラスで配信開始されたテレビドラマシリーズ。全8話。原作者のリオーダン自身が脚本を務める。主演のパーシー役はオーディションで選ばれたウォーカー・スコーベル。

### ミュージカル
『盗まれた電撃』
2017年1月12日、テレビドラマ『世にも不幸なできごと』のストーリー・エディターであるジョー・トレイツが新作オフ・ブロードウェイ・ミュージカルとなる『盗まれた雷撃』舞台化の脚本を執筆した。2019年、全米ツアー公演が開幕した。